# 太阳宫 (朝阳区)
39°58′10″N 116°26′30″E / 39.969444°N 116.441667°E
太阳宫，位于北京市朝阳区太阳宫地区，是一座庙宇，现已无存。

## 简介
太阳宫位于日坛正北6公里处，十字口村以西。太阳宫周边为太阳宫村。根据档案记载，太阳宫为农村小庙，供奉日月水火之神。
1947年北平市寺庙调查中，记录太阳宫位于“东郊四区太阳宫九号”，创建于“清嘉庆十年，合村公建。本庙面积南北十弓，东西十八弓，房为殿三间，瓦房三间，土房五间，山门一座，砖影壁一座。”管理使用情况是“合村设立小学校一座，又租与张姓房六间开小铺。”法物有“大小泥塑佛像四位，铁磬一个，铁钟一个，绿琉璃瓦香炉一个，蜡扦一对，铁花瓶一对，白石狮子一对。”另外该庙内还有“榆树两棵，柳树两棵。”
农历每年正月初七、二月初二，太阳宫村村民在太阳宫焚香祭神、上供，求天保祐丰收。祭神日以外的时间，该村儿童在庙内上课。
过去太阳宫地区的农民多种蔬菜，除自用外，常年为北京城送菜，是北京知名的蔬菜之乡。
1950年代，太阳宫及法物均已无存。1956年，成立太阳宫乡。当地的人民政府在该庙设立太阳宫乡公所。1961年，设立太阳宫人民公社，1993年设立太阳宫街道办事处。北京地铁太阳宫站也因太阳宫而得名。